# Johannes Knottenbelt
Johannes Knottenbelt (Amsterdam, 4 april 1870 - Deventer, 27 mei 1950) was een Nederlandse burgemeester.

## Leven en werk
Knottenbelt was een zoon van de winkelier en koopman Frederik Hendrik Knottenbelt en Johanna Nelia Elisabeth Claassen. Hij werd in 1909 benoemd tot burgemeester van het Gelderse Hengelo en in 1913 tot burgemeester van het Overijsselse Rijssen en vervulde deze functie tot 1937.
Knottenbelt trouwde op 1 augustus 1895 Helena Aaltje Sophia Nieuwenhuizen.

### Abattoirkwestie
Tijdens zijn ambtsperiode in Rijssen kwam hij in problemen over de zogenaamde abattoirkwestie. In 1918 werd buiten de bebouwde kom een abattoir gebouwd. De plaatselijke slagers kwamen in verzet tegen de ingebruikneming van het gebouw; zij werden gesteund door een deel van de gemeenteraad. Uiteindelijk sommeerde Gedeputeerde Staten van Gelderland dat het plaatselijke slachthuis in gebruik genomen moest worden. Toen Knottenbelt op maandagavond 5 januari 1925 terugkeerde op het station van Rijssen, werd hij opgewacht door een joelende menigte en werd hij gevolgd door een groep slagers. Hij zag zich genoodzaakt om zich door de politie te laten beveiligen en liep, volgens de krantenberichten van die tijd, de gehele avond met een geladen revolver op straat. In 1926 leidde deze kwestie tot een motie van afkeuring tegen een van de wethouders, die op aanraden van Knottenbelt, deze motie naast zich neerlegde. Vervolgens traden de acht voorstemmende raadsleden tegelijkertijd af als gemeenteraadslid van Rijssen.

### Spoorverbinding
In een ingezonden stuk in de NRC van 22 maart 1923 protesteerde Knottenbelt, als burgemeester van Rijssen, tegen het niet in dienstregeling van de Nederlandse Spoorwegen opnemen van het baanvak Deventer-Almelo. Naar zijn mening zou het ergerlijk zijn om de spoorverbinding van plaatsen als Rijssen, Holten, Dijkerhoek, Bathmen en Diepenveen te ontnemen.